# Wydarzenie związane z uściskiem dłoni

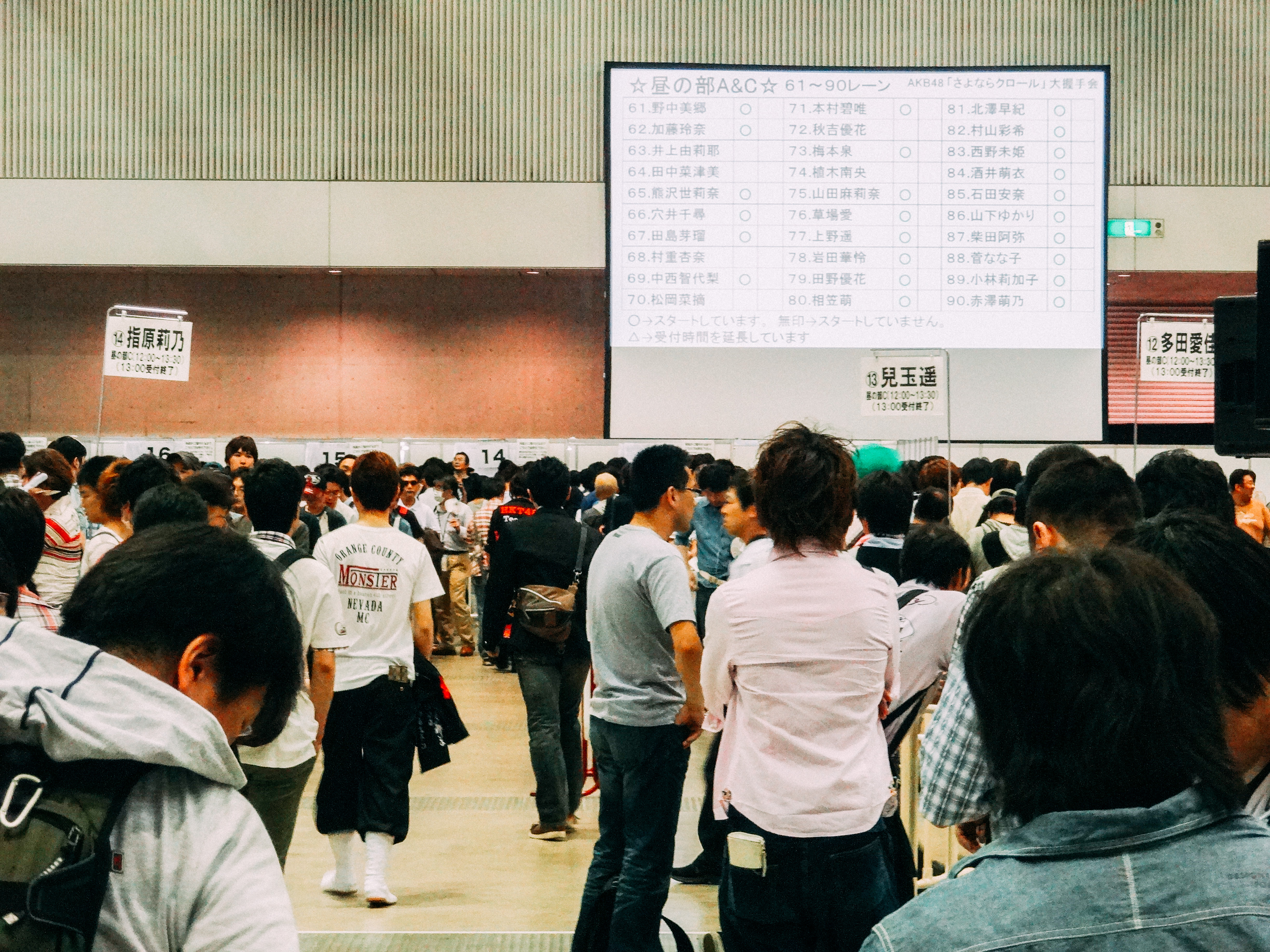
W czerwcu 2013 roku w Makuhari Messe odbyło się wydarzenie związane z uściskiem dłoni z okazji wydania singla grupy AKB48 „Sayonara Crawl”, podczas którego uczestnicy ustawili się w kolejce, aby uścisnąć dłoń każdej z członkiń.

Wydarzenie związane z uściskiem dłoni w Japonii, znane jako Akushukai  (jap. 握手会 / あくしゅかい) to wydarzenie, podczas którego idole i celebryci ściskają dłonie fanów. Wydarzenia z uściskami dłoni były organizowane przez japońskich idoli już w latach 80., ale dopiero po pojawieniu się tych imprez za sprawą grupy AKB48 w 2008 roku sprawiło, że uściski dłoni stały się regularną cechą sceny japońskich idoli. Następnie tajwańscy i południowo koreańscy artyści również zaczęli podążać za tym trendem.
Oprócz idoli i celebrytów organizowane są również uściski dłoni ze sportowcami i zwierzętami. Istnieją również powiązane wydarzenia, takie jak przybicie piątki.

## Wprowadzenie

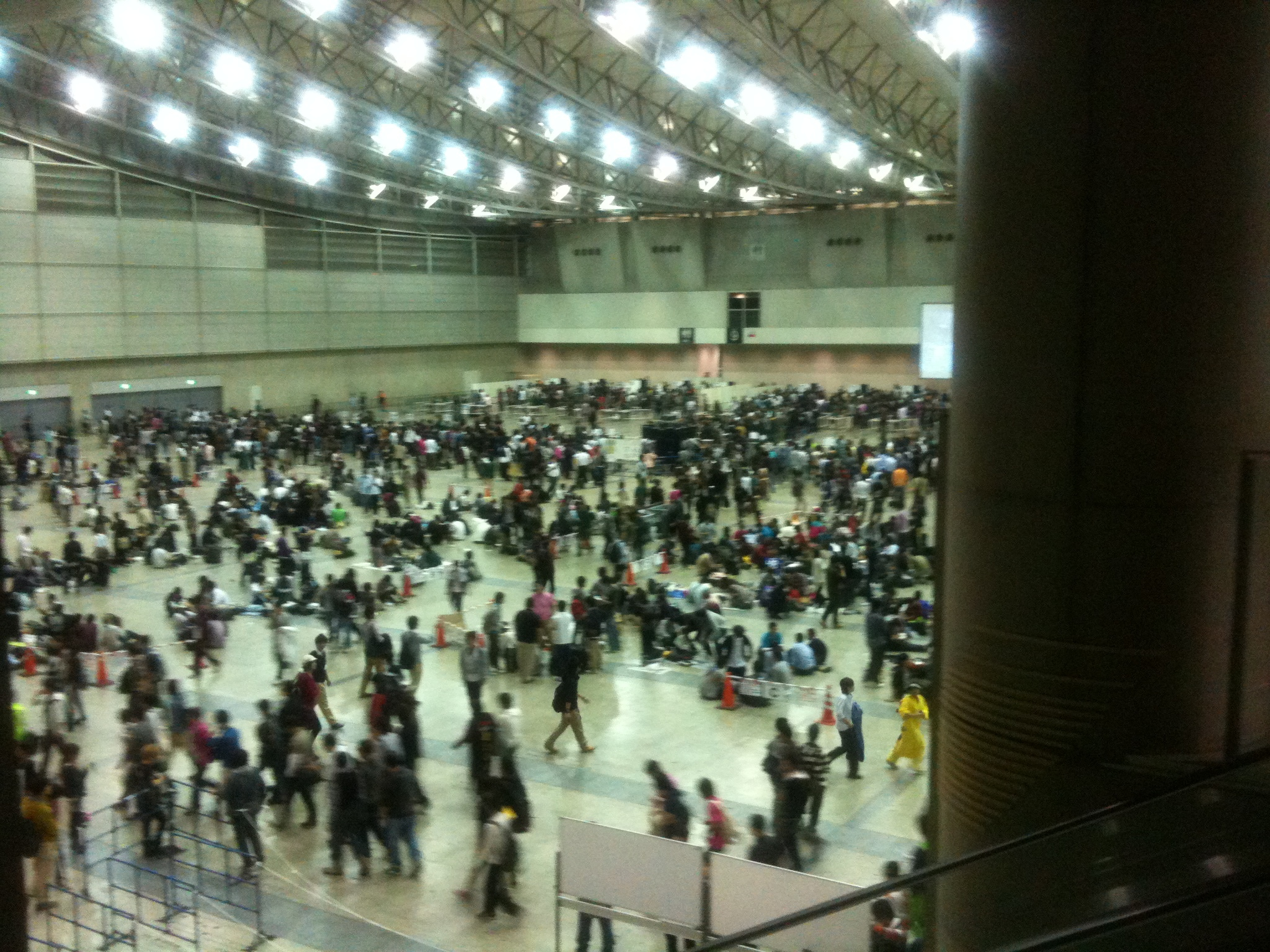
Wydarzenie uścisków dłoni z okazji wydania singla AKB48 „Kaze wa fuiteiru” w Makuhari Messe 30 października 2011 r.

Uściski dłoni są zwykle postrzegane przez wytwórnie płytowe jako działania mające na celu zwiększenie sprzedaży i popularności utworów ich artystów. Fani mogą uzyskać „bilety” na udział w wydarzeniach za pomocą różnych środków, takich jak kupowanie płyt lub fotoksiążek, udział w loteriach koncertowych lub aukcjach internetowych. Uczestnicy dzięki tym biletom mogą dostać się na wydarzenie związane z uściskiem dłoni w dniu i o godzinie określonej przez organizatora. Podczas wydarzenia będą mogli uścisnąć dłoń i zamienić kilka słów z artystami.
Zwykle istnieje limit czasowy na uściski dłoni: biorąc za przykład wydarzenie uścisku dłoni AKB48, czas przypisany do każdego biletu wynosi zwykle tylko kilka sekund, a uczestnicy muszą opuścić imprezę natychmiast po upływie tego czasu, w przeciwnym razie zostaną usunięci przez personel. Każdy bilet umożliwia tylko jedno wejście na wydarzenie, ale fani mogą zdobyć kilka biletów poprzez wielokrotny zakup płyty, aby uzyskać więcej okazji do spotkania swoich ulubionych idoli.

## Historia wydarzeń związanych z uściskiem dłoni idoli

### Lata 80.
W latach 80. uściski dłoni miały miejsce podczas premier płyt gramofonowych.
Były członek grupy idoli CHA-CHA, która zadebiutowała w 1988 roku, Kunikazu Katsumata powiedział, że CHA-CHA była pierwszą grupą, która uścisnęła dłoń fanom i organizowała imprezy w całym kraju z fanami, którzy kupili ich płyty.

### Lata 90.
W latach 90. powstało wiele grup idoli, a wydarzenia mające na celu interakcję z fanami, takie jak uściski dłoni, stały się powszechne.
Morning Musume, które narodziło się z programu ASAYAN, który był emitowany w 1997 roku. Podczas swojego debiutanckiego projektu grupa zorganizowała sesję uścisku dłoni dla swojego debiutanckiego singla „愛の種” (Ai no Tane).
Grupa idoli Arashi, powiązana z Johnny & Associates, dołączyła bilet na debiutanckie wydarzenie do limitowanej pierwszej edycji swojego singla „A・RA・SHI” z 1999 roku i zorganizowała wydarzenie uścisku dłoni, na którym uściśnięto dłonie około 80 000 osób w ciągu dziewięciu godzin.

### Lata 00.
Począwszy od 2000 roku, na scenie pojawiło się wielu idoli skoncentrowanych na występach na żywo, takich jak Perfume, oraz lokalnych idoli, czyli grup, które koncentrują się przede wszystkim na występach na żywo i interakcji z fanami, takich jak sesje uścisków dłoni.
Od 2008 roku grupa AKB48 organizowała w całym kraju wydarzenia związane z uściskami dłoni, które uznawane są za jeden z czynników ich przełomu. Po sukcesie AKB48 uściski dłoni stały się podstawą wśród idoli.

### Lata 10.
Wydarzenie AKB48 w Makuhari Messe w 2011 roku przyciągnęło łącznie około 200 000 osób w ciągu dwóch dni, a niektóre członkinie ściskały dłonie przez dziewięć godzin dziennie.
W 2014 roku doszło do incydentu, w którym dwie członkinie AKB48 zostały zaatakowane przez mężczyznę podczas sesji uścisku dłoni. Wydarzenie to zostało przełożone, wznowiono je 41 dni po incydencie ze zwiększoną ochroną. Ten incydent wpłynął na inne grupy idoli oraz inne sesje i wydarzenia, które zostały odwołane lub zmieniono ich ustalenia dotyczące bezpieczeństwa.

### Lata 20., obecnie
Od 2020 roku organizowanie uścisków dłoni stało się trudne z powodu nowej infekcji COVID-19. Jako alternatywę dla uścisku dłoni, niektórzy artyści organizowali kilkusekundowe rozmowy online. W niektórych przypadkach środki kontroli zakażeń w 2020 roku obejmowały również spotkania bez uścisku dłoni.
W lutym 2023 roku ogłoszono, że NMB48 wznowi sesje uścisków dłoni po trzech i pół roku, podczas gdy AKB48 zorganizuje również „rozmowę indywidualną”, na której członkinie będą mogły spotkać się z fanami.

## Forma uścisku dłoni
Wydarzenia związane z uściskami dłoni mają wiele form i rozmiarów, zanim AKB48 wprowadziło imprezy z uściskami dłoni na dużą skalę, odbywały się one głównie na mniejszą jako premiery płyt lub książek.
Gdy bilety na uścisk dłoni wraz z zakupionymi płytami cd idolek stały się bardziej powszechne dzięki AKB48, ustalił się również format organizowania uścisków dłoni głównie w dużych miejscach i przez określony czas kilku sekund.
Hakkeijima Sea Paradise w Jokohamie oferuje uściski łapy wydry od 2018 roku, a od 2019 roku są oferowane w około 10 akwariach w Japonii.

## Wydarzenia związane z uściskiem dłoni w Japonii

### Grupa AKB48

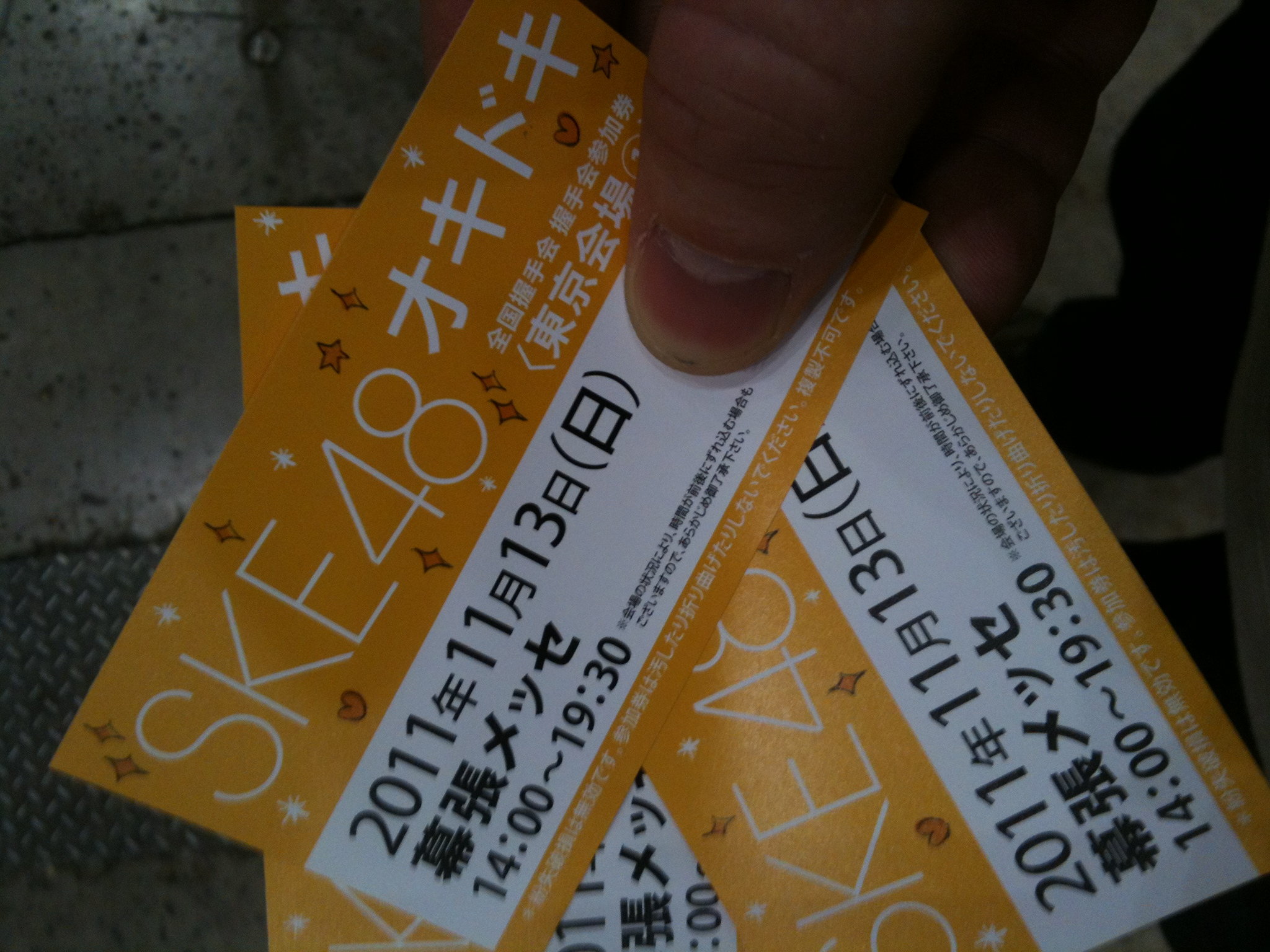
Kilka biletów na „krajowym uścisku dłoni” SKE48 w Makuhari Messe.

Kiedy AKB48 zostało założone, opierało się na koncepcji „osobistego spotkania z idolami”. Tak więc oprócz regularnych występów teatralnych, organizowano imprezy z uściskami dłoni, aby dać odwiedzającym i fanom możliwość spotkania i bezpośredniej komunikacji z idolkami.
Pierwszy uścisk dłoni grupy AKB48 odbył się 16 grudnia 2005 roku. Sesja uścisków dłoni rozpoczęła się bez wcześniejszych ustaleń z powodu problemów ze sprzętem na scenie teatru. Tego dnia na widowni było tylko około 50 osób, a publiczność mogła robić indywidualne i grupowe zdjęcia ze swoimi ulubionymi członkiniami, choć było to bardziej ograniczone niż obecnie.
Imprezy uścisków dłoni AKB48 były organizowane przez wytwórnię King Records po tym, jak dziewczyny stały się sławne. Istniały dwie metody: „krajowy uścisk dłoni” i „indywidualny uścisk dłoni”, a uczestnictwo było ściśle regulowane. Płyty wydawana przez AKB48 sprzedawane są zazwyczaj w kilku wersjach, a fani mogą zyskać szansę wzięcia udziału w wydarzeniu „krajowego uścisku dłoni”, kupując wersję limitowaną płyty, która zawiera bilet.
Członkinie biorący udział w „krajowym uścisku dłoni” zostają ujawnieni dopiero na kilka dni przed wydarzeniem, ale większość z nich to członkinie „grupy selekcyjnej” zaangażowanej w produkcję płyty. Jakiś czas po wydaniu płyty członkinie grupy występują na ograniczonej scenie w różnych miejscach w Japonii, po czym następuje uścisk dłoni. Fani wymieniają bilet na oficjalne wejście na imprezę w dniu i godzinie ogłoszonej przez organizatora, uzyskując także wyznaczone miejsce i czas na podanie ręki, następnie oczekuje się w kolejce, zanim wejdzie się do namiotu szerokiego na około 5 metrów, aby uścisnąć dłoń wybranej członkini grupy.

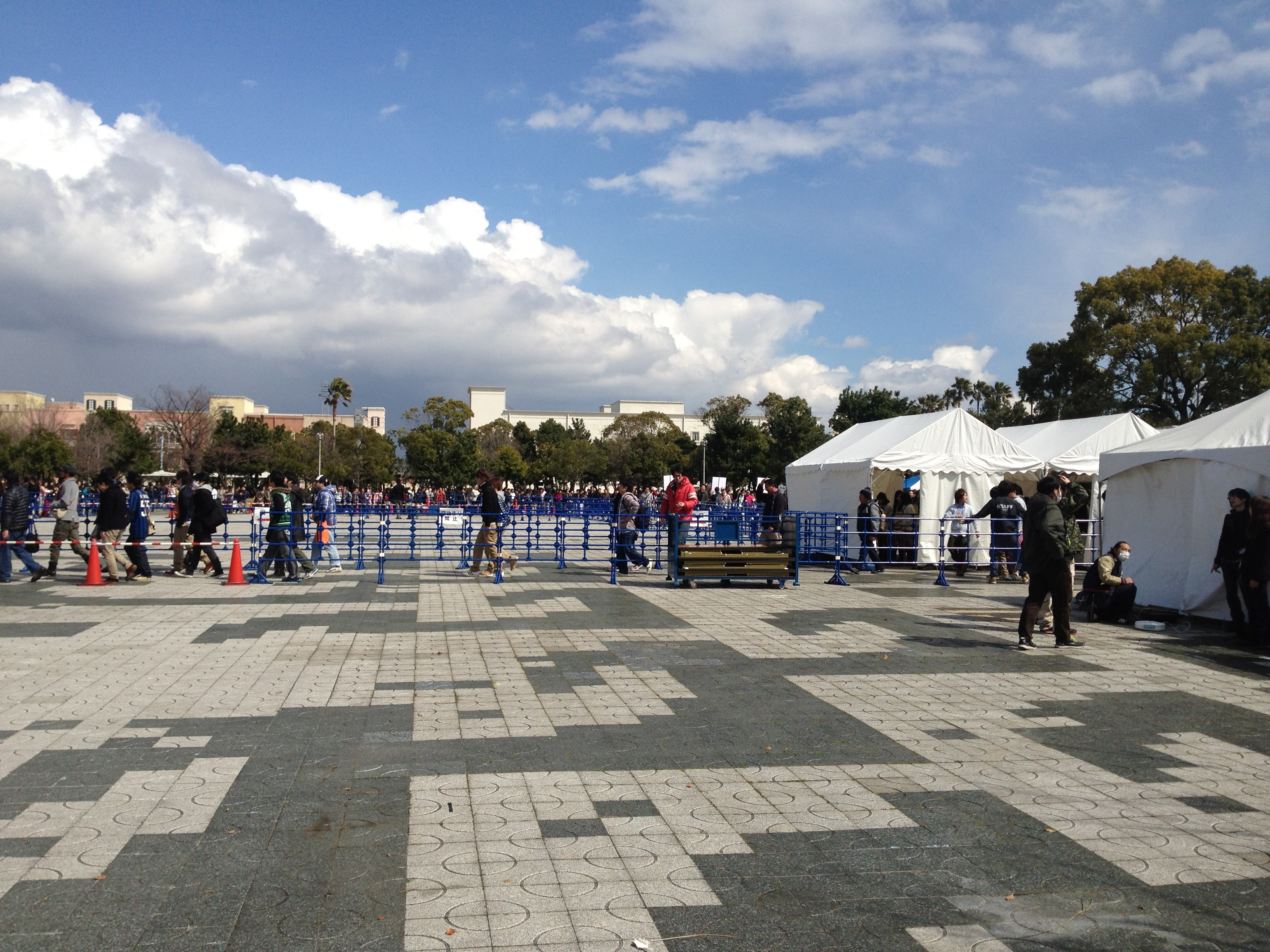
Wydarzenie związane z uściskiem dłoni grupy NMB48 w porcie Nagoya w Nagoi 1 kwietnia 2012 r.

Namioty rozmieszczone są w różnych rzędach, mogą dojść nawet do 20 rzędów w przypadku dużej liczby uczestników. Członkinie jednocześnie ściskają dłonie uczestnikom w swoich namiotach w tym samym czasie, a liczba członków w każdym namiocie różni się od siebie. Czas „krajowego uścisku dłoni” wynosi tylko 2–3 sekundy, a popularne członkinie codziennie ściskają dłonie nawet tysiącom osób, do maksymalnie 10 000 uczestników na wydarzenie.
Aby otrzymać „indywidualny uścisk dłoni” (znany również jako „duży uścisk dłoni”), fani muszą zamówić w przedsprzedaży wersję „Theater Disk” (płytę teatralną) nadchodzących utworów muzycznych z oficjalnej strony internetowej i wybrać członkinie, której chcą uścisnąć dłoń i liczyć na szczęście w drodze loterii. Jeśli wygrają, otrzymają płytę CD z wersją Theater Disk i bilet dla uczestnika, który weźmie udział w wydarzeniu, jednakże każda osoba może kupić tylko trzy płyty. W przeciwieństwie do „krajowego uścisku dłoni”, w „indywidualnym uścisku dłoni” biorą udział wszystkie członkinie AKB48 (w tym nowe, które jeszcze nie dołączyły do grupy), a dzień wydarzenia podzielony jest na kilka ograniczonych okresów czasowych, zwanych także „sekcjami”. Czas uścisku dłoni w przypadku „indywidualnego” jest dłuższy niż w przypadku „krajowego”, zwykle do 5–10 sekund, a uczestnicy mogą wykorzystać maksymalnie trzy bilety, aby epizodycznie rozmawiać z członkiniami.

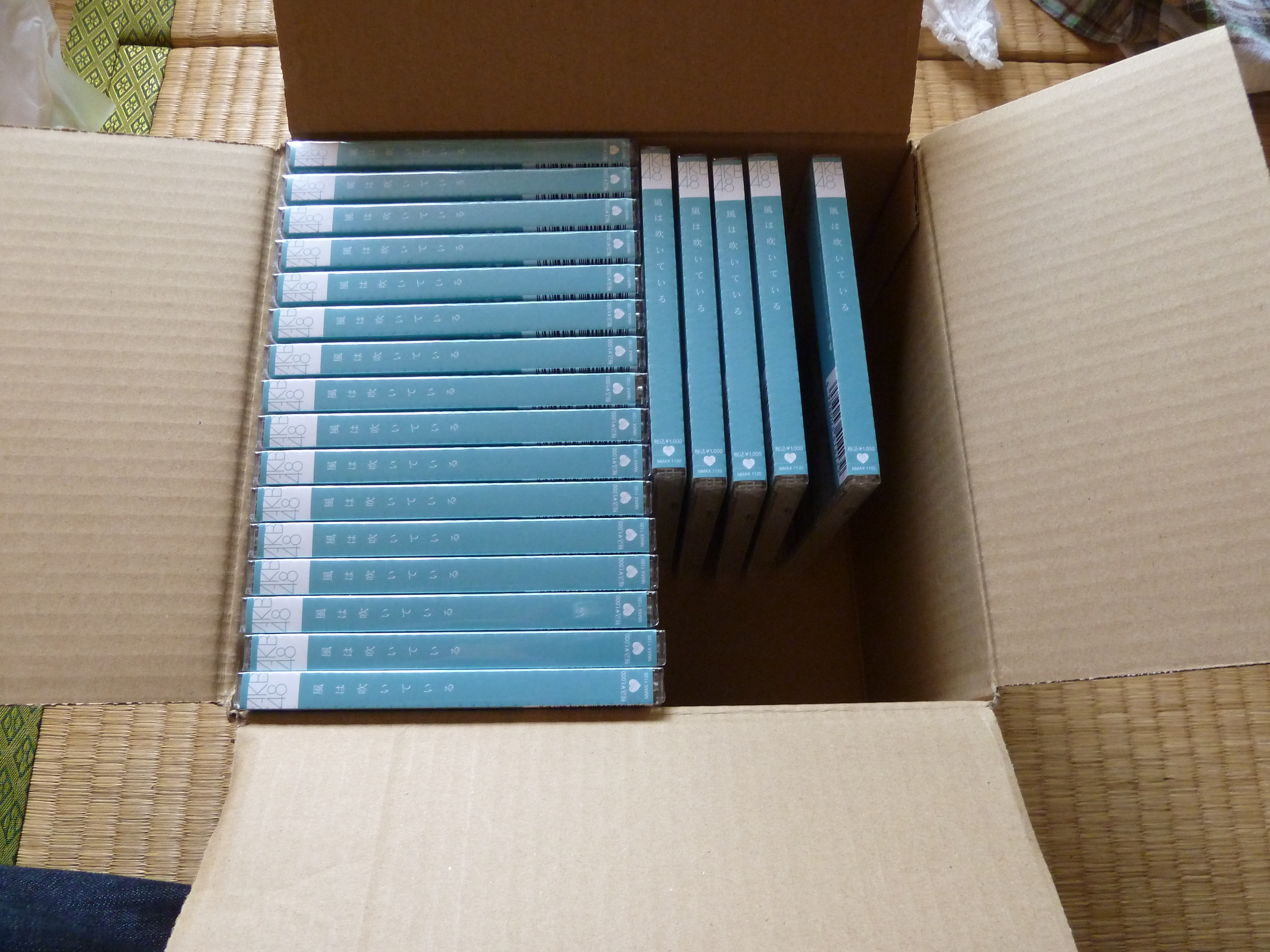
Zdjęcie przedstawia płytę teatralną (Theater Disk) z singlem AKB48 „Kaze wa fuiteiru”, niektórzy fani kupili płytę w dużych ilościach, aby zdobyć bilety na wydarzenie uścisku dłoni.

AKB48 i jej siostrzane grupy również organizowały wydarzenia związane z uściskiem dłoni za granicą. Członkinie AKB48, Yuki Kashiwagi i Rena Kato, uścisnęły dłonie fanom w Dragon Center w Hongkongu w lutym 2014 roku, a siostrzana grupa SKE48 zorganizowała uścisk dłoni dla każdej ze swoich członkiń przy kilku okazjach.
Podczas uścisku dłoni AKB48 uczestnikom nie wolno wnosić na teren wydarzenia telefonów komórkowych, kamer wideo ani urządzeń nagrywających dźwięk, a przed uściskiem dłoni muszą zostać sprawdzeni i zdezynfekowani przez personel za pomocą etanolu i chusteczek dezynfekcyjnych. W ściśle strzeżonych obiektach sprawdzana jest torba każdej osoby, aby zapewnić członkom bezpieczeństwo i higienę. Niektórzy uczestnicy piszą w Internecie raport dotyczący uścisku dłoni (握手会レポ), aby podzielić się swoimi doświadczeniami i ocenić członkinie. Członkinie, które są bardziej aktywne i entuzjastycznie nastawione do fanów podczas uścisku dłoni, będą określane mianem „boskiego przyjęcia” (神対応), podczas gdy te, którym brakuje uśmiechu i komunikacji, zostaną oznaczone mianem tak zwanego „słonego przyjęcia” (塩対応).

### Inne grupy
Oprócz AKB48 i jej siostrzanych grup, wiele japońskich grup idoli organizuje obecnie wydarzenia związane z uściskiem dłoni, takie jak Morning Musume i Momoiro Clover Z. Zarówno Sex Zone, jak i SMAP należące do Johnny & Associates zorganizowały swoje pierwsze wydarzenie związane z uściskiem dłoni już 8 września 1991 roku. Grupa SMAP, aby promować swój debiutancki singel „Can't Stop! LOVING” w Seibuen Amusement Park uścisnęła dłonie 10 000 fanów. Męska grupa nowej generacji EXILE (EXILE TRIBE) również zorganizowała sesję uścisków dłoni w Tajpej na Tajwanie.
Niektórzy artyści organizują również indywidualne wydarzenia związane z uściskiem dłoni jak w przypadku Kanny Hashimoto z grupy idolek Rev. from DVL, która zorganizowała indywidualną sesję uścisku dłoni w Fukuoka PayPay Dome, podczas gdy wokalista EXILE Shokichi zorganizował publiczne wydarzenie w Osace w tym samym czasie, co sesja uścisku dłoni. Niektórzy pisarze ściskają dłonie i podpisują swoje książki w księgarniach, podczas gdy niektóre gravure idol (idolki pozujące w bikini), ściskają dłonie w księgarniach, aby promować swoje fotoksiążki. Nawet księgarze w swoich księgarniach organizowali uściski dłoni, wypuszczali fotoksiążki, robili zdjęcia i rozdawali autografy. Ponadto Japońskie Stowarzyszenie Sumo od czasu do czasu organizuje spotkania z uściskami dłoni i pamiątkowe sesje zdjęciowe z udziałem zapaśników sumo.

### Wirtualne postacie
Podczas Niconico Super Meeting 3 Super Volcaloid Appreciation Festival, który odbył się w Makuhari Messe w dniach 26-27 kwietnia 2014 roku deweloperzy zaprojektowali elektroniczne urządzenie do uścisku dłoni „Miku Miku Akushyu” przy użyciu gogli VR (Oculus Rift) i urządzenia do uścisku dłoni 3D (Novint Falcon), przekształcili urządzenie w wirtualną postać „Hatsune Miku” i zorganizowali wydarzenie uścisku dłoni, umożliwiając odwiedzającym uścisk dłoni z postacią w przestrzeni wirtualnej. Wcześniej, 12 kwietnia również wykorzystano tę samą technologię do przeprowadzenia sesji wirtualnego uścisku dłoni z postacią z anime „Mahou no Tenshi Creamy Mami” w Cinema City w Tachikawa w Tokio.

## Wydarzenia związane z uściskiem dłoni poza Japonią
Uściski dłoni są uważane za kulturę charakterystyczną dla japońskich idoli. Niemniej jednak siostrzane grupy AKB48, JKT48, BNK48 i SNH48, organizują spotkania uścisków dłoni w Azji.
K-popowe grupy idoli często organizują sesje w Korei Południowej, na których rozdają autografy dla małych grup fanów. Z drugiej strony, gdy idole K-pop organizują działania promocyjne w Japonii, czasami organizują spotkania typu przybicie piątki, pod wpływem kultury uścisku dłoni.

## Incydenty związane z wydarzeniami podczas uścisku dłoni

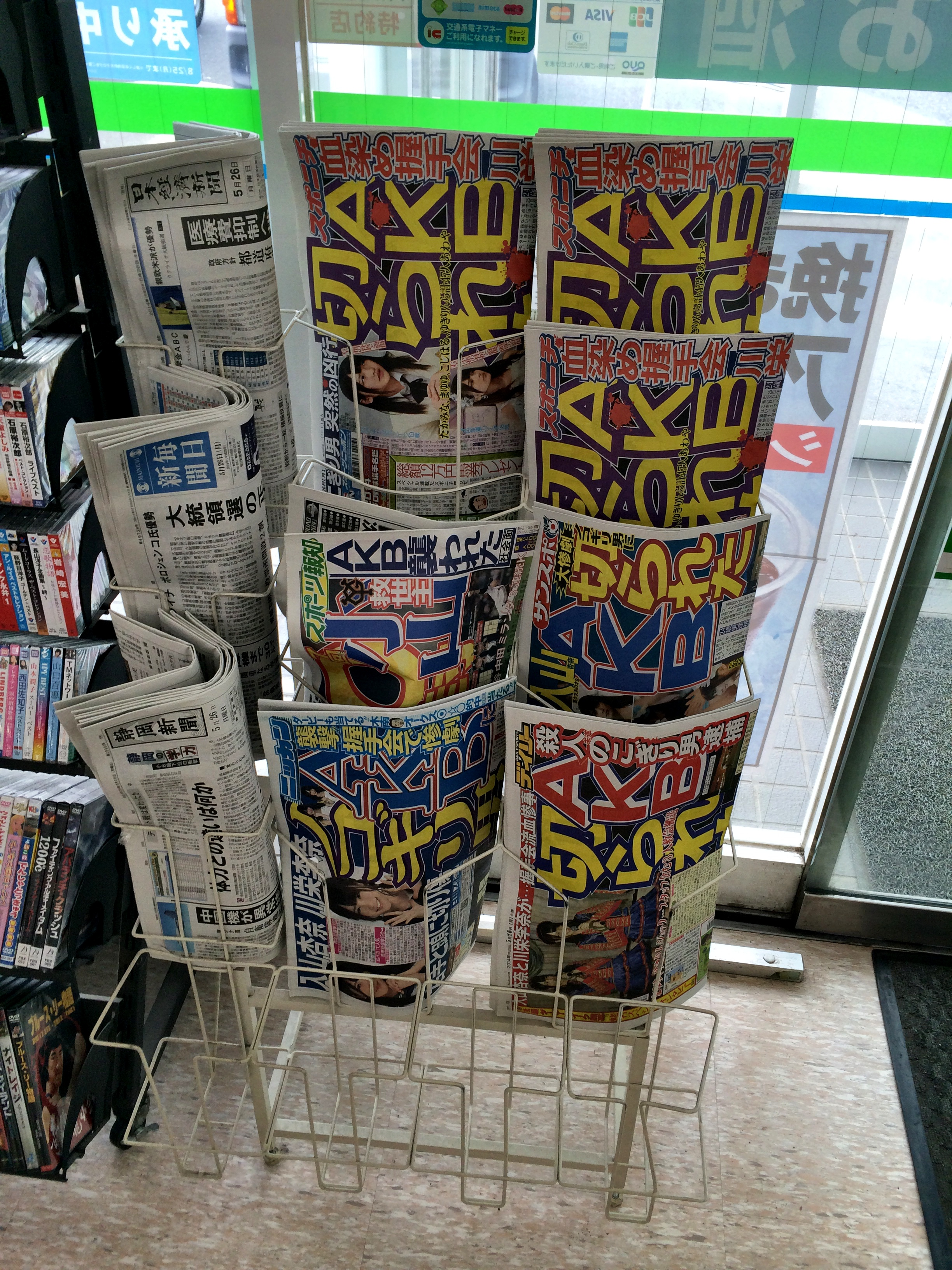
Gazeta informująca o incydencie podczas wydarzenia uścisku dłoni grupy AKB48, który miał miejsce 25 maja 2014 roku.

Dyskusja na temat uścisku dłoni podczas wydarzenia zorganizowanego przez AKB48, które odbyło się w Makuhari Messe w dniach 10-11 września 2011 r., rozwinęła się po tym, jak niektórzy uczestnicy obrażali i wykonywali niegrzeczne gesty w kierunku kilku członkiń.
25 maja 2014 roku doszło także do ataku podczas eventu związanego z uściskiem dłoni grupy AKB48, co było szokiem dla japońskiego przemysłu rozrywkowego. Po tym incydencie wielu artystów i grup, w tym siostrzane grupy Momoiro Clover Z i Shiritsu Ebisu Chugaku, odwołały wydarzenia związane z uściskiem dłoni, a kwestia bezpieczeństwa stała się przedmiotem publicznego zainteresowania. Po wznowieniu wszystkich wydarzeń z udziałem AKB48 ogłoszono, że zwiększona zostanie ochrona i zostaną zainstalowane wykrywacze metalu w teatrach podczas wydarzeń, aby zapobiec podobnym incydentom.
Kolejny incydent miał miejsce w 2017 roku, kiedy mężczyzna, który posiadał przy sobie nóż, zapalił coś przypominającego bombę dymną podczas sesji uścisku dłoni z grupą Keyakizaka 46.
Co więcej, wydarzenia związane z uściskami dłoni są znane z powodowania problemów higienicznych. Po plotkach, że niektórzy entuzjastyczni fani uścisnęli dłonie członkiń AKB48 rękami zanieczyszczonymi płynami ustrojowymi, organizatorzy zmusili wszystkich uczestników do wcześniejszej dezynfekcji rąk i poddania ich kontroli.

## Uścisk dłoni jako metoda na wyższą sprzedaż płyt CD

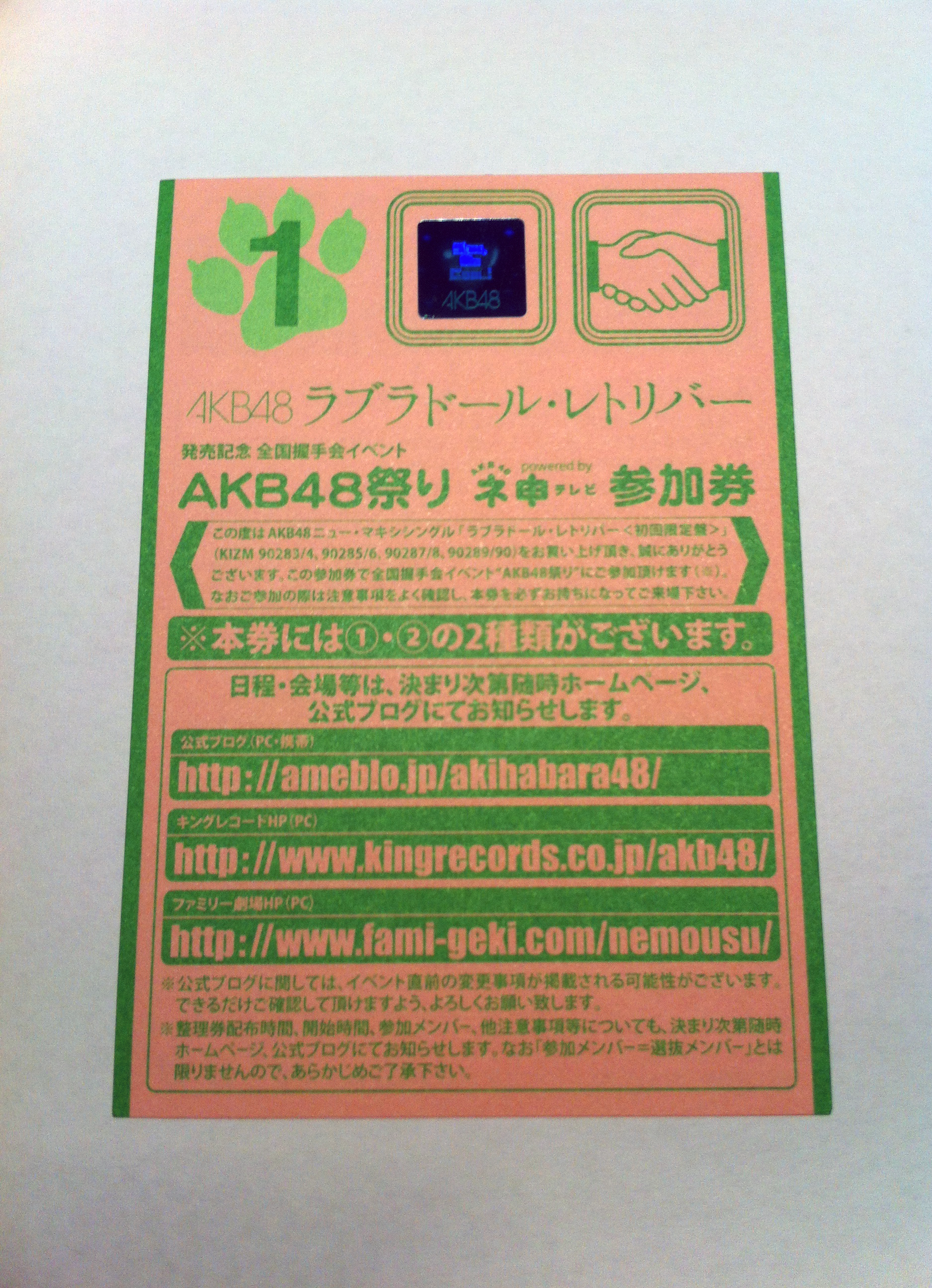
Bilet na udział w „krajowym uścisku dłoni” z okazji wydania singla „Labrador Retriever” grupy idolek AKB48.

Komercyjna praktyka dołączania do płyt CD biletów na uścisk dłoni w celu zwiększenia sprzedaży jest szeroko stosowana przez AKB48 i inne grupy idoli. Istnieje pewien spór na temat tego, czy ta praktyka handlowa narusza ustawę antymonopolową, ale prawnik Masahiko Shoji jest zdania, że jeśli wytwórnie podjęły środki zapobiegające odsprzedaży biletów na wydarzenia i wykazały, że nie powinny one być dystrybuowane, to nie można powiedzieć, że narusza to ustawę antymonopolową.
Dla fanów AKB48 i Momoiro Clover Z im więcej płyt kupią, tym więcej okazji będą mieli, na uściśnięcie dłoni swojej ulubionej członkini. Dlatego też niektórzy fani kupują płyty CD w dużych ilościach, aby uzyskać więcej biletów wstępu. Ta metoda promocji została skrytykowana przez niektóre media jako „biznes biletowy, który wyciska pieniądze z otaku”.
Na przykład singel Momoiro Clover Z „Naite mo iin da yo”, wydany w maju 2014 roku, nie zawierał biletu na uścisk dłoni i sprzedał się w około 67 000 egzemplarzy, w porównaniu do singli wydanych w tym samym czasie, które zawierały bilet na uścisk dłoni, takich jak „Diamond Only” E-girls (73 000 egzemplarzy) czy „Toki wo Koe Sora o Koe / Password is 0” Morning Musume (119 000 egzemplarzy). Jednak koncert Momoiro Clover Z na Stadionie Narodowym w Japonii w marcu tego samego roku przyciągnął 110 000 osób. Analiza pokazuje, że zjawisko to wynika z nawyków konsumpcyjnych fanów Momoiro Clover Z, z których wielu słucha piosenek na YouTube, a następnie po prostu idzie na koncert, aby cieszyć się sceną i atmosferą. Z drugiej strony, nie chcą kupować albumów bez korzyści, co wskazuje, że bilety na uścisk dłoni mają silny wpływ na sprzedaż albumów.